# Vitali Anikeïenko
Vitali Sergueïevitch Anikeïenko - en russe Виталий Сергеевич Аникеенко (Vitalij Sergeevič Anikeenko) et en anglais Vitaly Anikeyenko - (né le 2 janvier 1987 à Kiev en République socialiste soviétique d'Ukraine - mort le 7 septembre 2011 à Iaroslavl en Russie) est un joueur professionnel russo-ukrainien de hockey sur glace,.

## Biographie

### Carrière en club
Formé à Kiev, il débute en 2003 avec l'équipe réserve du Lokomotiv Iaroslavl dans la Pervaïa liga, la troisième division russe. Il est repêché en 3e ronde en 70e position au total par les Sénateurs d'Ottawa au repêchage d'entrée 2005 de la Ligue nationale de hockey. La même année, il intègre l'équipe première pensionnaire de la Superliga. En 2009, l'équipe s'incline en finale de la Coupe Gagarine face aux Ak Bars Kazan.
Le 7 septembre 2011, il meurt dans l'accident de l'avion transportant le Lokomotiv Iaroslavl à destination de Minsk en Biélorussie. L'avion de ligne de type Yakovlev Yak-42 s'écrase peu après son décollage de l'aéroport Tounochna de Iaroslavl, faisant 44 morts parmi les 45 occupants,.

### Carrière internationale
Il représente la Russie au niveau international. Il a participé aux sélections jeunes. Il prend part au Défi ADT Canada-Russie en 2005. Il fait sa première apparition en senior le 9 février 2011 avec l'équipe de Russie B contre la France au cours d'une manche de l'Euro Ice Hockey Challenge. Il inscrit un but lors de ce match remporté 5-0.

## Statistiques

### En club
| Saison    | Équipe                   | Ligue        |    | Saison régulière | Saison régulière | Saison régulière | Saison régulière | Saison régulière |   | Séries éliminatoires | Séries éliminatoires | Séries éliminatoires | Séries éliminatoires | Séries éliminatoires |
| Saison    | Équipe                   | Ligue        | PJ | B                | A                | Pts              | Pun              | PJ               | B | A                    | Pts                  | Pun                  |                      |                      |
| 2003-2004 | Lokomotiv Iaroslavl 2    | Pervaïa liga | 40 | 2                | 9                | 11               | 68               | -                | - | -                    | -                    | -                    |                      |                      |
| 2004-2005 | Lokomotiv Iaroslavl 2    | Pervaïa liga | 58 | 3                | 11               | 14               | 62               | -                | - | -                    | -                    | -                    |                      |                      |
| 2005-2006 | Lokomotiv Iaroslavl 2    | Pervaïa liga | 19 | 3                | 5                | 8                | 20               | -                | - | -                    | -                    | -                    |                      |                      |
| 2005-2006 | Lokomotiv Iaroslavl      | Superliga    | 26 | 0                | 1                | 1                | 28               | 1                | 0 | 0                    | 0                    | 0                    |                      |                      |
| 2006-2007 | Lokomotiv Iaroslavl 2    | Pervaïa liga | 15 | 1                | 6                | 7                | 59               | -                | - | -                    | -                    | -                    |                      |                      |
| 2006-2007 | Lokomotiv Iaroslavl      | Superliga    | 25 | 1                | 2                | 3                | 16               | 3                | 0 | 0                    | 0                    | 12                   |                      |                      |
| 2007-2008 | Metallourg Novokouznetsk | Superliga    | 10 | 1                | 1                | 2                | 10               | -                | - | -                    | -                    | -                    |                      |                      |
| 2007-2008 | Lokomotiv Iaroslavl      | Superliga    | 40 | 4                | 9                | 13               | 46               | 16               | 0 | 0                    | 0                    | 20                   |                      |                      |
| 2008-2009 | Lokomotiv Iaroslavl      | KHL          | 40 | 2                | 9                | 11               | 44               | 19               | 0 | 2                    | 2                    | 10                   |                      |                      |
| 2009-2010 | Lokomotiv Iaroslavl      | KHL          | 52 | 7                | 11               | 18               | 50               | 9                | 1 | 0                    | 1                    | 8                    |                      |                      |
| 2010-2011 | Lokomotiv Iaroslavl      | KHL          | 52 | 5                | 14               | 19               | 79               | 3                | 0 | 2                    | 2                    | 4                    |                      |                      |

### En équipe nationale
| Année | Compétition                          |   | PJ | B | A | Pts | Pun | +/-                |  | Résultat |
| 2003  | Championnat du monde moins de 18 ans | 6 | 0  | 0 | 0 | 0   | +4  | Médaille de bronze |  |          |
| 2005  | Championnat du monde moins de 18 ans | 6 | 1  | 1 | 2 | 12  | 0   | Cinquième place    |  |          |
| 2007  | Championnat du monde junior          | 6 | 0  | 1 | 1 | 10  | +6  | Médaille d'argent  |  |          |